# Obradovci
Obradovci is een plaats in de gemeente Zdenci in de Kroatische provincie Virovitica-Podravina. De plaats telt 54 inwoners (2001).